# Geoffroy I. z Anjou
Geoffroy I. z Anjou zvaný Geoffroy Grisegonelle (starofrancouzsky Šedoplášť, 938/940? – 21. července 987 Marçon) byl v letech 958–987 hrabětem z Anjou z dynastie Ingelgerů.
Vládl po svém otci Fulkovi II. Dobrém. Dostal se do sporů s Odonem z Blois a započal tak dlouhé období bojů Anjou s hrabstvím Blois. V roce 970 porazil Viléma IV. Akvitánského a rozšířil území na jih. Zemřel v době po korunovaci Hugo Kapeta roku 987 při obléhání hradu Marçon (na soutoku řek Dême a Loir), drženého jedním z Odonových vazalů.
Oženil se s Adélou z Vermandois (z Meaux), se kterou měl dceru Ermengardu, která se provdala za Conana Bretaňského, a teprve později mužského potomka Fulka, který se stal jeho nástupcem (Fulko III.). Jeho sestra Adléta z Anjou byla čtyřikrát provdaná šlechtična.